# 増田陽
増田 陽（ますだ よう、1997年6月2日 - ）は、日本の実業家、エンジェル投資家。
株式会社Senjin Holdings共同創業取締役。東京大学経済学部在学中。

## 来歴
東京都世田谷区に生まれ、幼少期をアメリカのテキサス州で過ごす。帰国後、聖光学院中学校・高等学校に進学。
高校3年生のときにガンを発病し、受験期間の大半を病院で過ごすも、東京大学に合格。
在学中は演劇に打ち込み、一時はプロ入りも考えるほどだった。
留年をきっかけに株式会社CoinOtakuでインターンを開始し、1年で取締役に就任。2020年には同社をビート・ホールディングス・リミテッドに6億円で売却した。
同年4月には株式会社Senjin Holdingsを設立し、共同創業取締役に就任する。SEOをはじめとするWEBメディア関連事業を拡大する一方で、地方創生支援活動として山口県岩国市でのオフィス開設などにも従事する。

## メディア実績
- 「現役東大生のSEOコンサル実績がヤバすぎた…3ヶ月でアクセス数が4400%上昇!?」（2021年8月、StockSunチャンネル）
- 「【SEO対策】SEOメディアを6億円で売却した男が当時を振り返る」（2022年6月、マーケティングTV）[7]